# Malacochersus tornieri
Malacochersus tornieri là một loài rùa trong họ Testudinidae. Loài này được Siebenrock mô tả khoa học đầu tiên năm 1903.

## Hình ảnh

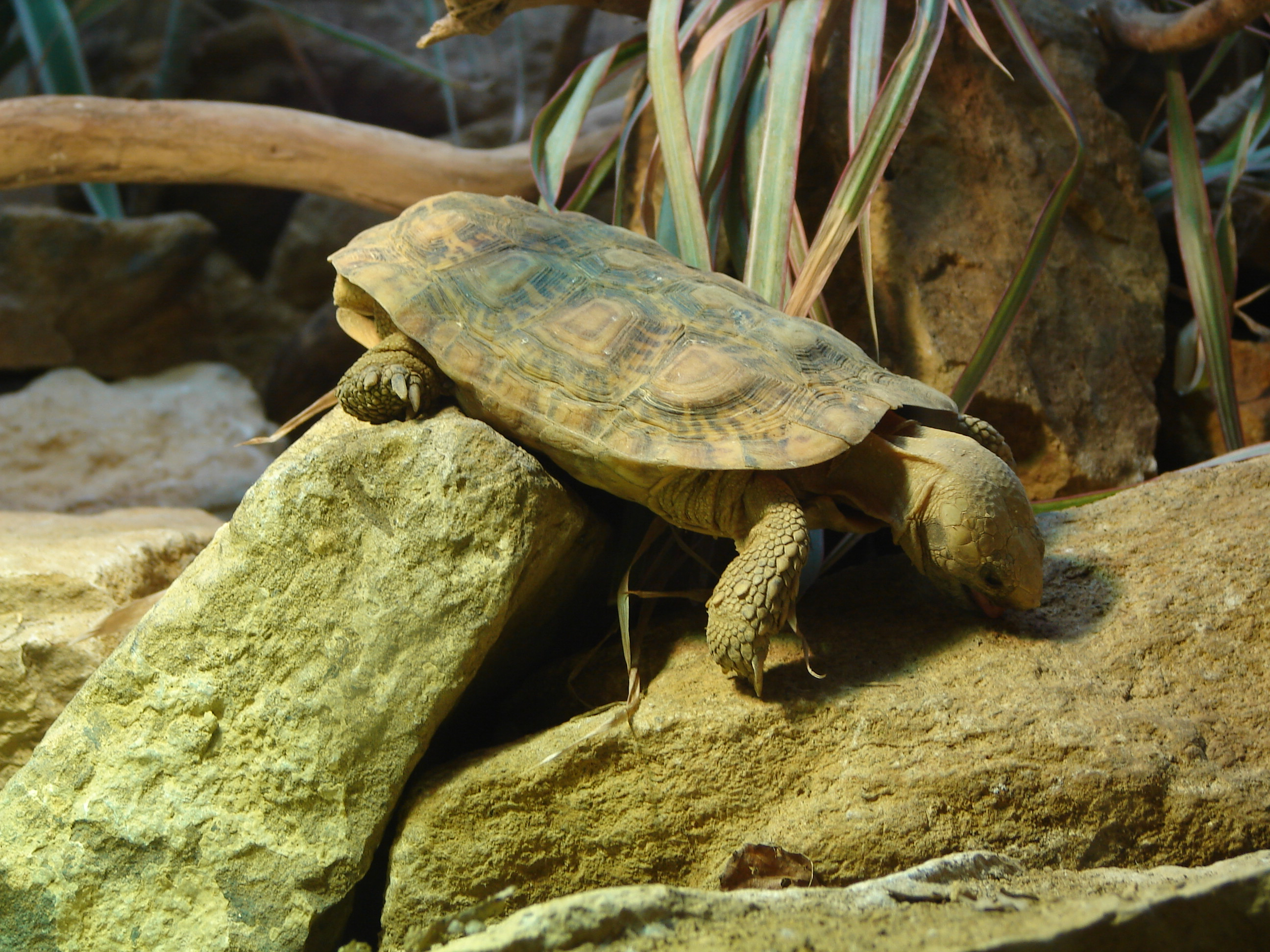
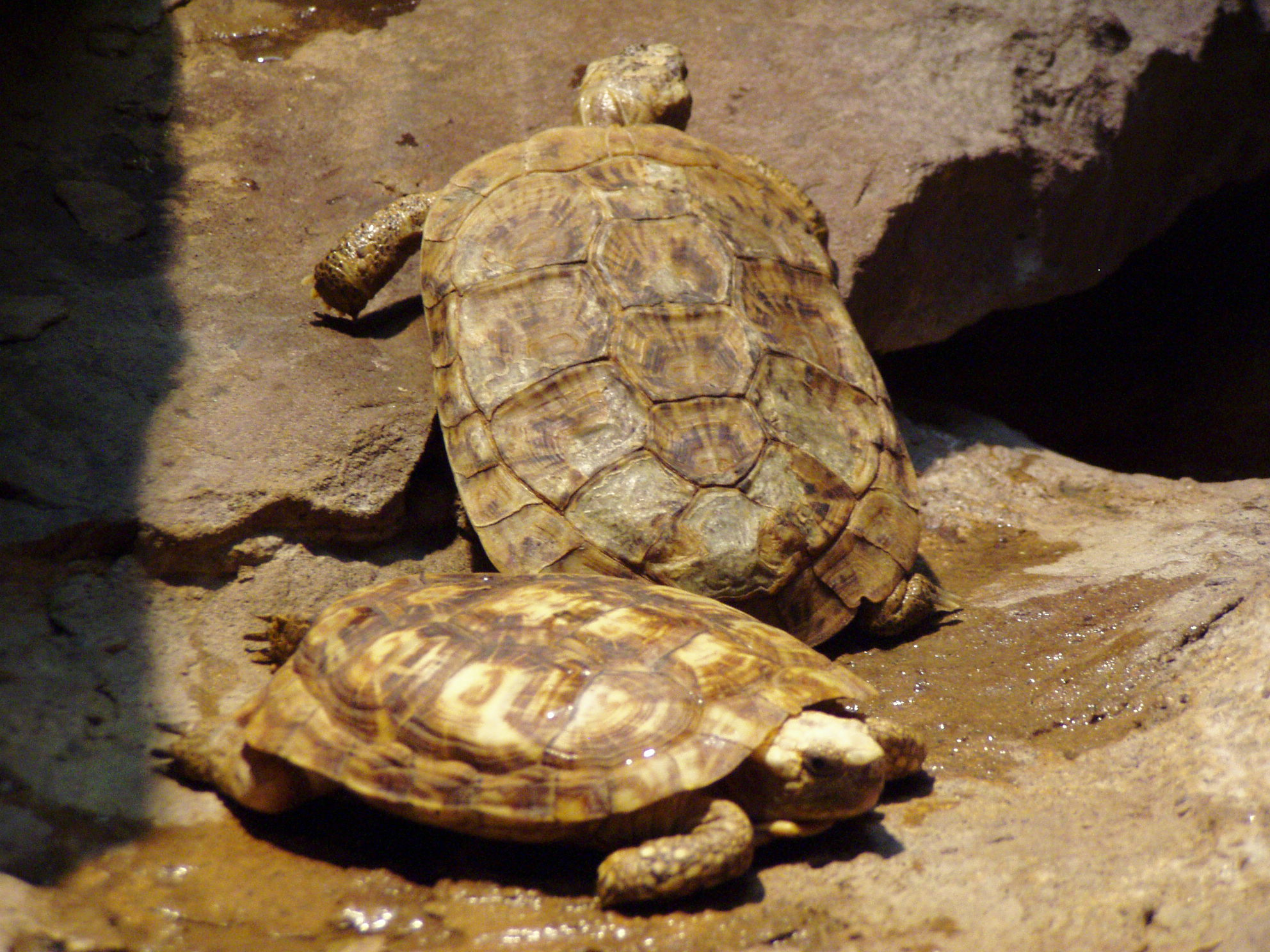
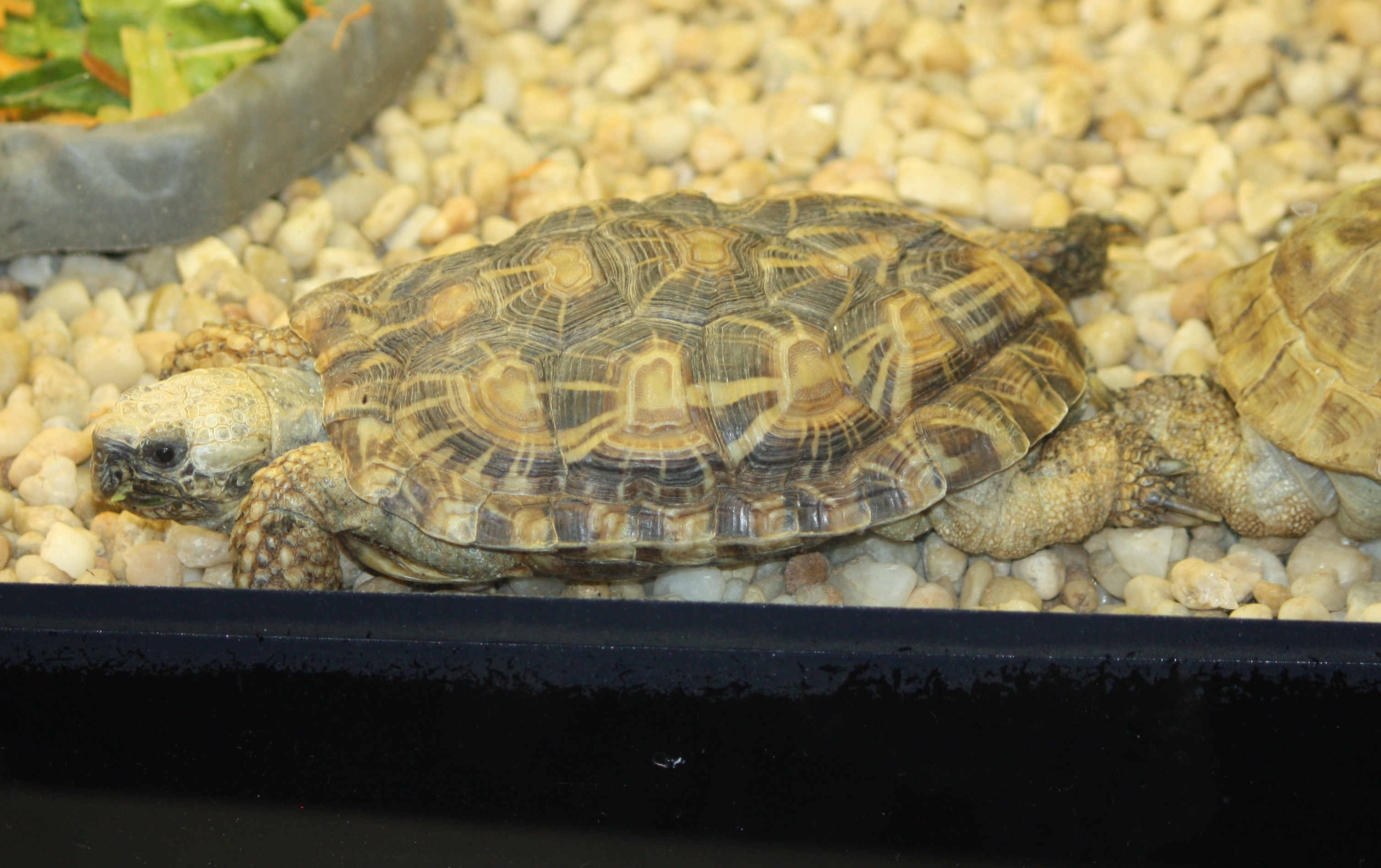
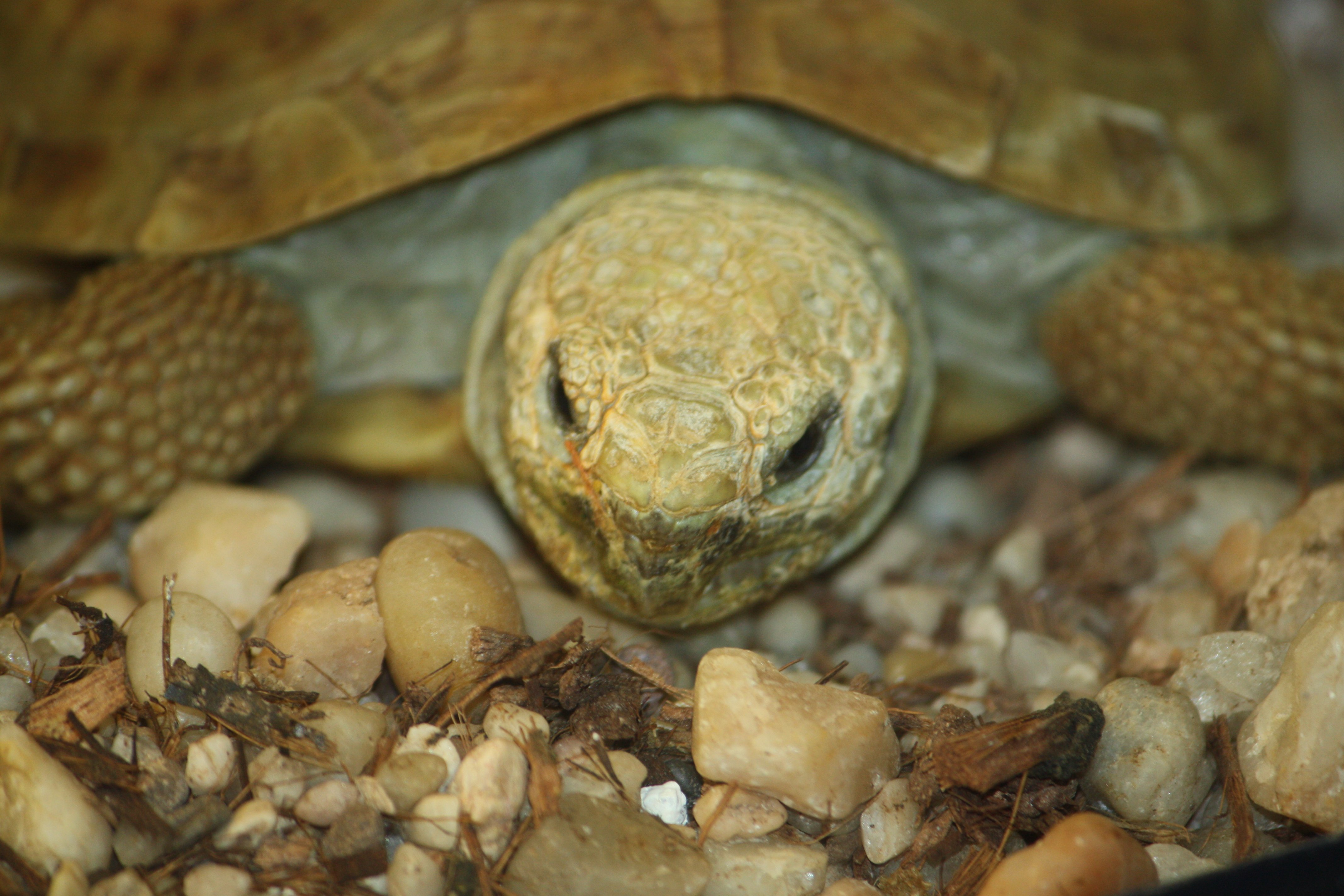